# بومادران ساده‌برگ
 بومادران ساده‌برگ(نام علمی: Achillea erba-rotta) نام یک گونه از تیره کاسنیان است.